# František Jílek
František Jílek (Brno, 22 de maig de 1913 – Brno, 16 de setembre de 1993) fou un director d'orquestra txec, conegut especialment per la seva interpretació de les obres de Leoš Janáček.

## Biografia
Jílek Va començar estudiant piano i composició com a alumne de Jaroslav Kvapil, i més tard va estudiar direcció amb Antonín Balatka i Zdeněk Chalabala al Conservatori de Brno. El 1937, Jílek va completar la seva educació a Conservatori de Praga, amb la classe magistral de Vítězslav Novák. De 1938 a 1949 va dirigir l'òpera a Ostrava. El 1952, va esdevenir el director principal de Teatre Nacional de Brno, una posició va gaudir durant vint-i-cinc anys. Durant la seva carrera Jílek freqüentment va dirigir l'orquestra del Teatre Nacional de Praga, la Filharmònica Txeca, així com diverses orquestres a l'estranger. El 1978, es va fer càrrec de la direcció de l'Orquestra Filharmònica de Brno.

## Feina
Va conduir les òperes completes de Bedřich Smetana i Leoš Janáček, i també es va enfocar en el repertori operístic rus i italià. Els enregistraments de les seves interpretacions de les obres de Janáček, Novák i Martinů estan disponibles en txec pel segell Supraphon. Va ser premiat amb l'Orphée d'Or de l'Academie Nacional du Disque Lyrique (Prix Arturo Toscanini-Paul Vergnes) per l'enregistrament de l'òpera Jenůfa de Janáček el 1980.

## Enregistraments seleccionats
- Fibich: La núvia de Messina CD. 11 1492-2 612 (Supraphon)
- Janáček: Les excursions del Sr. Brouček CD. 11 2153-20612 (Supraphon)
- Janáček: El destí CD. SU 0045-2 611 (Supraphon)
- Janáček: Jenůfa CD. SU 3869-2 612 (Supraphon)
- Janáček: Obres orquestrals I.-III. CD. SU 3886-3888-2 031 (Supraphon)